# Shehzad Roy

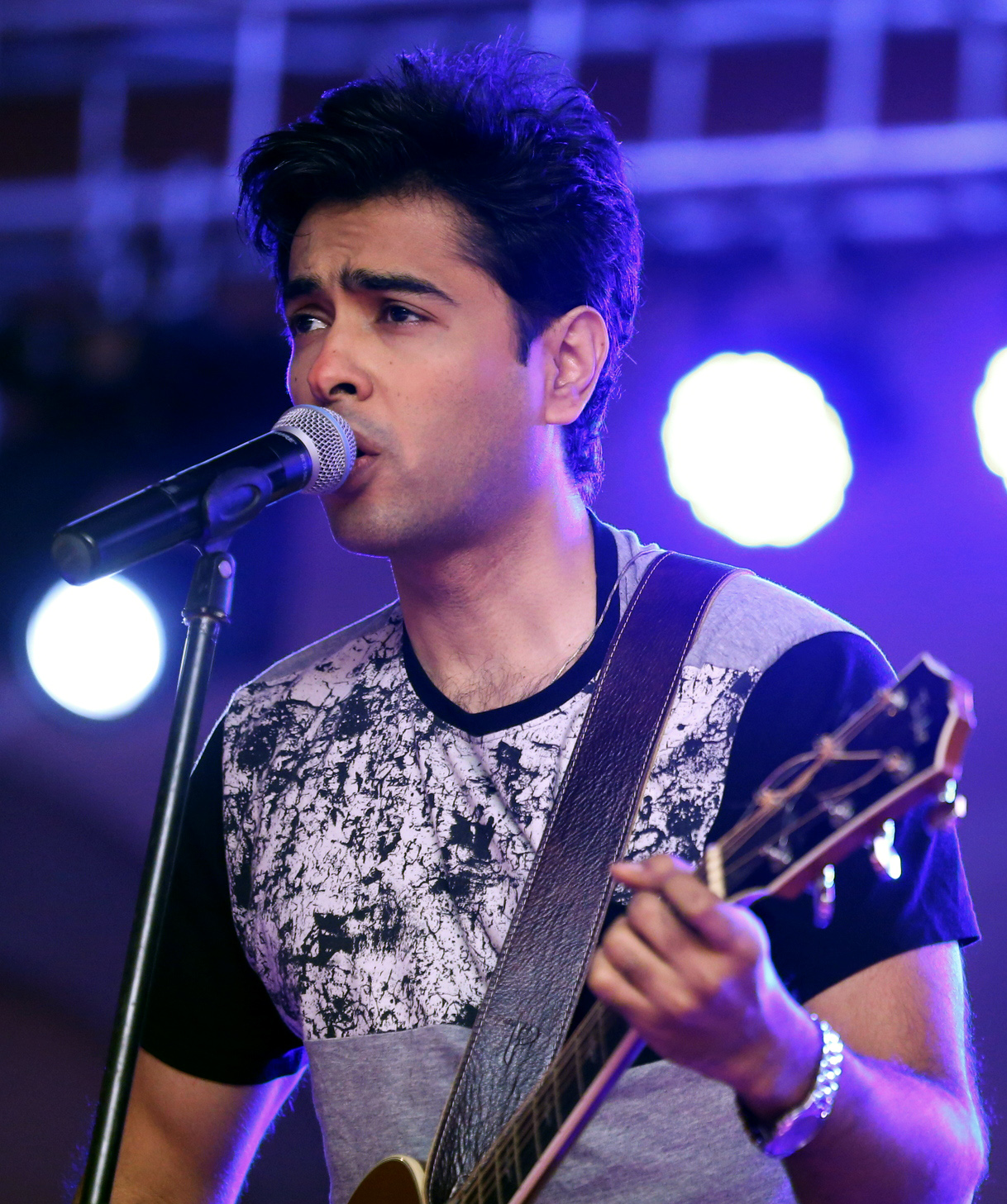
Shehzad Roy (2017)

Shehzad Roy (* 17. Februar 1979 in Karatschi) (Urdu روئے شہزاد) ist ein pakistanischer Sänger, Philanthrop und Humanist. Er begann seine Gesangskarriere 1995 und hat seither sechs Alben aufgenommen. Zu seinem bekanntesten und erfolgreichsten Album zählt Apney Haath Mein, das er 2008 veröffentlicht hat. Roy ist Gründer der Hilfsorganisation Zindagi Trust, die sich für eine Verbesserung der Bildung in Pakistan einsetzt. 
Außerdem ist Roy Träger des Sitara-i-Imtiaz.

## Karriere
Sein erstes Album Zindagi veröffentlichte Roy 1995. Sein zweites Album Darshan veröffentlichte er 1997. Die Veröffentlichung des dritten Albums Teri soorat erfolgte 1999. Weitere Alben veröffentlichte Roy 2002 und 2005.
Sein sechstes Album Qismat Apne Haath Mein (2008) führte dazu, dass er in seinen Songs soziale Probleme thematisierte und aus diesem Grund machte Roy durch das Album 2008 auf die Situation von Gefangenen in Karatschi aufmerksam. Das erste Musikvideo des Songs Lage Rage handelte von der politischen Situation 2008. Die Songs von Roy wurden auch in indischen Filmen verwendet.
Roy veröffentlichte gemeinsam mit Ayesha Omar den Song Dhol Sipaye der allen Märtyrer der Armee gewidmet wurde, die im Krieg gegen den Terror starben. Shehzad Roy gab gemeinsam mit Guns n’ Roses ein Konzert, dessen Erlös an seine Hilfsorganisation ging.

## PSL Brand Ambassador
Shehzad Roy sang den Titelsong  Baley Baley für die Pakistan Super League in der Saison 2017. Für die Saison 2018 veröffentlichte Roy den Song Lo Phir Say Miley.

## Soziales Engagement
Roys Hilfsorganisation rief ein Programm ins Leben, um Kinder aus der Kinderarbeit herauszuholen. Durch das zweijährige Programm Paid to Learn können Kinder die normalerweise in Autowerkstätten arbeiten, die Schule besuchen. Das Programm fördert außerdem Kinder mit sehr guten schulischen Leistungen und unterstützt sie in der weiteren Schulbildung. Als Roy feststellte, dass die Paid to Learn Initiative nicht ausreichend war, da die meisten Schüler auf unzureichend ausgestattete öffentliche Schulen gehen, rief er das Programm Public School Reform zur Verbesserung der Ausstattung der öffentlichen Schulen ins Leben. Dazu zählte auch die Einführung neuer Schulfächer und die Reformierung vom Lehrerwesen.